# The Little Foxes

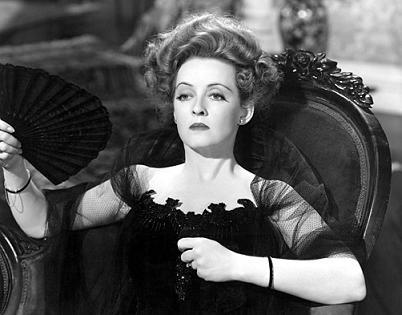
Bette Davis in The Little Foxes

The Little Foxes, in het Nederlands uitgebracht onder de titel Hyena’s, is een film uit 1941 onder regie van William Wyler. De film is gebaseerd op een toneelstuk van Lillian Hellman en werd genomineerd voor negen Oscars, maar won er geen.

## Verhaal
De film speelt zich af aan het begin van de 20e eeuw in een kleine stad gelegen in het zuiden van de Verenigde Staten. Regina Hubbard Giddens is een aristocrate die samenwoont met haar broers Ben en Oscar Hubbard in een grote villa. Ook haar dochter Alexandra, Oscars echtgenote Birdie, Birdie en Oscars zoon Leo en het dienstpersoneel leven wonen daar. Regina is inmiddels vervreemd van haar rijke maar zieke echtgenoot Horace Giddens, die op dat moment verblijft in een instelling waar hij wordt verzorgd. Regina teert op het vermogen van haar rijke broers.
Oscar is enkel met Birdie getrouwd omwille van de plantage die haar familie bezit. Ze is erg ongelukkig en zoekt haar troost in drank. Oscar, Ben en Regina kijken op haar neer. De enige met wie ze het goed kan vinden is de jonge en naïeve Alexandra. Oscar komt op een dag op het idee samen met Ben een katoenfabriek op te starten met een zakenman uit Chicago. Ze zoeken een lening van $75.000 bij Regina. Regina beseft dat de enige manier om hieraan te komen, via haar man is. Ze besluit haar dochter op reis te sturen om Horace terug naar huis te lokken. Aan Alexandra vertelt ze dat ze haar vader moet bezoeken en naar huis meebrengen.
Birdie is achter het complot gekomen en probeert Alexandra tevergeefs te waarschuwen. Ze probeert Alexandra ervan te weerhouden om te gaan. Om dit succesvol te doen stelt ze een huwelijk met haar zoon Leo voor. Alexandra slaat de suggestie beleefd af. Oscar komt erachter dat Birdie het complot probeert te verijdelen en slaat haar. Alexandra heeft zelf een oogje op haar buurjongen David die haar ook ziet zitten. Tijdens de terugreis met haar vader ziet ze David echter in het gezelschap van een andere vrouw, Julia Jordan, en reageert jaloers.
Wanneer Alexandra samen met haar vader Horace thuiskomt, voelt Horace zich onwel en wil hij niet over zaken praten. Oscar en Ben zijn echter ongeduldig: ze kunnen niet wachten totdat ze het geld hebben omdat hun toekomstige zakenpartner een deadline heeft vooropgesteld. Horace maakt duidelijk dat hij Regina’s geldbeluste broers misprijst en hij weigert dan ook in te stappen in hun project. Een huwelijk tussen zijn dochter en Leo ziet hij ook niet zitten.
Oscar, Ben en Regina beseffen dat ze een nieuwe strategie zullen moeten verzinnen. Oscar en Ben zijn echter van plan hun zus buitenspel te zetten. Oscar stelt Ben voor het geld te verkrijgen, zogenaamd via een vriend van zijn zoon Leo die $90.000 aan spoorwegobligaties heeft. Leo werkt in de bank van Horace en heeft aldus toegang tot de persoonlijke bankkluis van zijn oom. Hij steelt obligaties ter waarde van $ 75.000. Regina betrekken de broers niet in dit plan. Regina komt erachter en is razend. Ze reageert haar frustraties af op haar man en ze herinnert hem eraan dat hij binnenkort waarschijnlijk zal sterven. Ze geeft toe dat ze ongeduldig wacht op dat moment. Een ontredderde Alexandra heeft dit alles gehoord
Al snel vormen Alexandra, Horace, Birdie, David en dienstmeid Addie een groep. Ze uiten hun frustraties over de hebzucht van Regina en haar twee broers. Birdie geeft toe haar eigen zoon Leo, die veel weg heeft van zijn geldgierige vader, te haten. Niet veel later komt Horace erachter dat iemand zijn $75.000 aan schuldbewijzen voor de spoorwegen heeft gestolen. Hij zegt tegen Regina dat hij vermoedt dat Leo de dader is. Hij dreigt te verklaren dat hijzelf die som geld als lening aan Leo gaf, waardoor Regina persoonlijk geen cent overhoudt uit het complot.
Regina zint op wraak en zwiert Horace in het gezicht al jaren een grondige hekel aan hem te hebben. Door haar vernietigende uitspraken over hun huwelijk krijgt Horace een hartaanval. Regina doet niet de minste moeite hem zijn medicatie aan te reiken. Horace sterft kort daarna. Leo stelt vast dat Horace zijn kluis naar huis heeft meegenomen en dat deze dus de diefstal heeft ontdekt. Ben en Oscar vrezen dat hun plan in duigen valt. Regina besluit haar broers te chanteren. Op die manier hoopt ze 75% van hun fabriek in handen te krijgen.
Regina weet succesvol haar aandeel te bemachtigen maar ze verliest hiermee het laatste greintje respect van haar dochter. Alexandra vindt het verschrikkelijk dat niemand lijkt te malen om haar vaders dood. Ze begrijpt nu volop welke feeks haar moeder is en weigert met haar naar Chicago te verhuizen. Ze verlaat het huis met David.

## Rolverdeling
| Acteur            | Personage         |
| ----------------- | ----------------- |
| Bette Davis       | Regina Giddens    |
| Herbert Marshall  | Horace Giddens    |
| Teresa Wright     | Alexandra Giddens |
| Richard Carlson   | David Hewitt      |
| Dan Duryea        | Leo Hubbard       |
| Patricia Collinge | Birdie Hubbard    |
| Charles Dingle    | Ben Hubbard       |
| Carl Benton Reid  | Oscar Hubbard     |
| Jessica Grayson   | Addie             |

## Achtergrond
De film is gebaseerd op het gelijknamige toneelstuk van Lillian Hellman. Deze opende in 1939 op Broadway met Tallulah Bankhead in de hoofdrol. Toen regisseur William Wyler er twee jaar later een filmversie van maakte, wilde hij liever Bette Davis voor de hoofdrol. Wyler en Davis werkten al eerder samen aan de films ‘’Jezebel’’ (1938) en ‘’The Letter’’ (1940). Producent Samuel Goldwyn had hier geen bezwaar tegen, aangezien Bankheads filmcarrière niet succesvol was. Davis was eerder te zien in een filmbewerking van en toneelstuk waar Bankhead de rol van speelde in het toneelstuk, namelijk ‘’Dark Victory’’ (1939).
Wel liet hij andere acteurs uit de Broadway-versie spelen in de film, waaronder Dan Duryea, Charles Dingle, Carl Benton Reid en Patricia Collinge. De rol van David Hewitt schreef Wyler speciaal voor de film, zodat er meer mannelijke personages zouden zijn om Horace bij te staan tijdens zijn ziekte.
Bette Davis werkte op dat moment onder contract van Warner Bros. Pictures. ‘’The Little Foxes’’ werd echter geproduceerd door RKO Radio Pictures. Ze werd door Jack Warner uitgeleend aan de studio voor de film. Warner kreeg hiervoor $385.000 betaald. Toen Davis dit ontdekte, eiste ze en ontving uiteindelijk een deel van dit bedrag. Er gingen nog geruchten rond dat Davis zowel de rol van Regina als Alexandra zou spelen. De rol van Alexandra zou naar Teresa Wright gaan, die daarmee haar filmdebuut maakte.
Haar samenwerking met William Wyler zou dit keer niet op rolletjes verlopen. Ze vochten constant op de set en Davis zou uiteindelijk het project verwaarlozen. Ze keerde pas terug toen er geruchten ontstonden dat Katharine Hepburn of Miriam Hopkins de rol zou overnemen. Ze zou na het maken van deze film echter nooit meer samenwerken met Wyler.
Toen de film werd uitgebracht, kreeg de film veel lof en ook Bette Davis werd geprezen om haar acteerprestaties. De film werd overigens elf keer genomineerd voor een Academy Award, maar won er geen. In 1948 kreeg de film een vervolg, genaamd ‘’Another Part of the Forest’’. Overigens volgde een remake van de film in de vorm van een televisiefilm in 1956. Actrice Greer Garson speelde in deze versie de hoofdrol.

## Academy Awards
The Little Foxes werd genomineerd voor negen Oscars, maar won er geen:
- Academy Award voor Beste Film
- Academy Award voor Beste Actrice (Bette Davis)
- Academy Award voor Beste Vrouwelijke Bijrol (Teresa Wright)
- Academy Award voor Beste Vrouwelijke Bijrol (Patricia Collinge)
- Academy Award voor Beste Regisseur (William Wyler)
- Academy Award voor Beste Muziek
- Academy Award voor Beste Montage
- Academy Award voor Beste Scenario
- Academy Award voor Beste Decoratie